# Назаров, Александр Владимирович
Александр Владимирович Назаров (1917—1992) — сотрудник советских органов государственной безопасности, генерал-майор.

## Биография
Александр Владимирович Назаров родился 9 октября 1917 года в селе Махоровка, ныне город Моспино Донецкого района Донецкой области Украины, в семье рабочего.
Учился в химико-технологическом институте в г. Рубежное. После окончания 3-го курса получил рекомендацию на службу в органы государственной безопасности.
С 1939 года — в органах НКВД — МГБ — КГБ. В 1939 году окончил Горьковскую школу НКВД СССР.

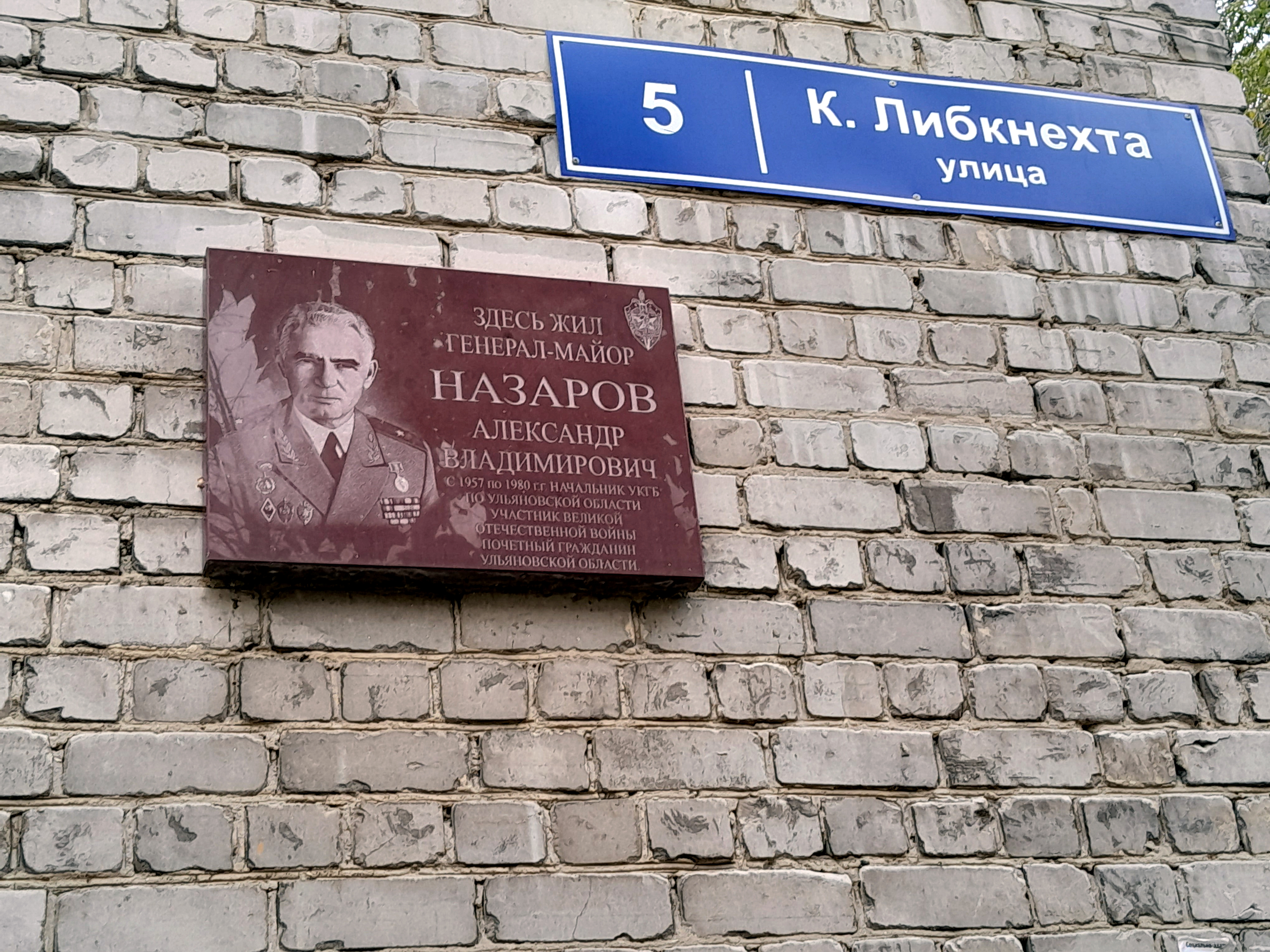
Мемориальная доска А. В. Назарову.

С 1940 по 1941 гг. служил в Управлении НКВД г. Калинина (ныне г. Тверь).
Участник Великой Отечественной войны. Руководитель разведывательно-диверсионной группы в тылу немецких войск (7 — 11.1941), участвовал в формировании диверсионных групп (1941—1943). Командир оперативной группы НКВД «Удалые», отряда специального назначения НКВД «Земляки», бригады специального назначения НКВД имени Д. Давыдова в тылу немецких войск (07.1943 — 08.1944), начальник оперативной группы Управления НКВД (1944).
После войны продолжал службу в органах МВД — МГБ — КГБ в г. Калинине, затем в г. Кемерово. Заместитель начальника (1956—1957), начальник (1957—1980) Управления Комитета государственной безопасности при Совете Министров СССР по Ульяновской области.
В 1980—1983 гг. — в распоряжении Управления кадров КГБ СССР.
Вышел в отставку в 1983 году.
Умер 13 февраля 1992 году. Похоронен в г. Ульяновск, где ему установлен памятник.

## Награды
Награждён: орденом Октябрьской Революции, орденом Красного Знамени, орденом Трудового Красного Знамени, 2 орденами Красной Звезды, орденом Отечественной войны 1 степени и медалями. Почётный сотрудник госбезопасности.

## Память
- Удостоен звания «Почётный гражданин Ульяновской области» и занесён в Золотую книгу Почёта Ульяновской области (1997, посмертно)[2][3].
- Документальный фильм «Генерал Назаров», автор и режиссёр: Сергей Пузиков ГТРК Волга 2017 г.[4]
- В 2017 году в городе Ульяновск появился бульвар Генерала Назарова[5][6].
- 1—4 октября 2019 года в Ульяновске состоялся Всероссийский турнир Общества «Динамо» по хоккею с мячом посвящёный памяти Председателя Ульяновского Общества «Динамо», начальника УКГБ Ульяновской области генерал-майора А. В. Назарова[7].
- В 2007 году на доме № 5 по улице Карла Либкнехта в Ульяновске установили мемориальную доску генералу[8].
- В музее Управления ФСБ по Ульяновской области имеются документальные материалы, рассказывающие о жизни и подвигах Александр Назарова.